# Moxheron
Moxheron est un hameau de Moxhe, section de la commune belge de la ville de Hannut, en province de Liège, en région wallonne. Le village est situé non loin de la Mehaigne.